# Phaedrotoma laetabilis
Phaedrotoma laetabilis är en stekelart som först beskrevs av Vladimir Ivanovich Tobias 1998.  Phaedrotoma laetabilis ingår i släktet Phaedrotoma och familjen bracksteklar. Inga underarter finns listade i Catalogue of Life.